# Helenówek (powiat kozienicki)
Helenówek – wieś w Polsce położona w województwie mazowieckim, w powiecie kozienickim, w gminie Głowaczów.
W latach 1975–1998 miejscowość należała administracyjnie do województwa radomskiego.
W XIX wieku wieś liczyła 8 domów, 63 mieszkańców i 120 mórg ziemi.
W wyniku odnowy ewidencji gruntów przeprowadzonej w 1987 roku wieś Helenówek dołączono do wsi Helenów, operat nr 213/2/83/87